# اسحاق در اسلام
در اسلام اسحاق به‌عنوان پیامبر و دومین فرزند ابراهیم بعد از اسماعیل و پدر یعقوب و بنی‌اسرائیل شناخته می‌شود.